# Jogo de adivinhação
Um jogo de adivinhação é um jogo onde o objetivo é adivinhar algum tipo de informação, como uma palavra, uma frase, um título ou a localização de um objeto.
Muitos desses jogos são praticados cooperativamente. Em alguns jogos uns jogadores sabem a resposta, mas não podem dizê-la aos outros: ao invés disso, devem ajudá-los a adivinhar.
Alguns jogos de adivinhação populares são batalha naval, adivinhações e charadas, o jogo da forca e o Mastermind. Várias competições transmitidas pela televisão são jogos de adivinhação como, por exemplo, os programas Qual é a música? e What's My Line?